# Хаапсалу (муниципалитет)
Ха́апсалу (эст. Haapsalu linn) — муниципалитет в уезде Ляэнемаа, Эстония. Административный центр муниципалитета — город Хаапсалу. По данным переписи населения 2021 года, в муниципалитете насчитывалось 13 132 жителя, из них 11 154 (85,3 %) — эстонцы. Численность населения муниципалитета Хаапсалу имеет постоянную тенденцию к уменьшению, население стареет. В бывшей волости Ридала, вошедшей в 2017 году в муниципалитет Хаапсаплу, насчитывается много деревень с очень малым числом жителей.

## История
Муниципалитет был создан в результате административной реформы местных самоуправлений Эстонии 2017 года путём объединения города Хаапсалу (населённого пункта) и волости Ридала (муниципалитета). Административный центр муниципалитета — Хаапсалу, который одновременно является и центром уезда Ляэнемаа.
Площадь муниципалитета Хаапсалу — 271,07 км². Плотность населения на 1 января 2024 года составила 49,4 чел/км².
Территория муниципалитета также включает в себя 78 островов и островков, из которых самый большой — Таукси (2,5 км²), а единственный заселённый — остров Хобулайд (0,75 км²).

## Символика
Герб: на разделённом вдоль красно-золотом щите слева золотые городские ворота, в проёме которых золотой солнечный крест; справа чёрный орёл с распростёртым крылом и нимбом.

Флаг: состоит из двух частей; первая часть (1/3) состоит из трёх полос одинаковой ширины — сверху и снизу синей, в центре белой; вторая часть (2/3) также состоит из трёх полос — сверху и снизу белые, в центре синяя. Время происхождения флага — 1930-е годы.
На гербе нетрадиционным способом — чёрным цветом — изображен орёл Иоанна Богослова, покровителя Ляэнемаа и Хаапсалу. Орёл — это также прямая отсылка к морским орлам в окрестностях Хаапсалу и в морском заливе, которые являются важным показателем чистоты среды обитания. Золотые городские ворота символизируют Хаапсалуский епископский замок, богатую культурную жизнь и историю города. Красный цвет символизирует любовь, а также отсылает к уезду Ляэнемаа уезду и его гербу. Солнечный крест взят из герба бывшей волости Ридала.
Муниципалитет также имеет свой логотип, созданный в 2004 году рекламной агентурой «Zavood». За основу взят логотип 725-го юбилея города, автором которого является Марко Кекишев (Marko Kekishev). Логотип был создан для облегчения коммуникаций муниципалитета Хаапсалу в городском, национальном и международном масштабах.

## Населённые пункты
На территории муниципалитета Хаапсалу находятся:
- город: Хаапсалу;
- 2 посёлка: Паралепа, Ууэмыйза;
- 56 деревень: Аамсе, Аллика, Аммута, Валгевялья, Варни, Вилкла, Вынну, Вяйке-Ахли, Вятсе, Йыыдре, Кабраметса, Кадака, Каэвере, Кийдева, Килтси, Кивикюла, Кохери, Койду, Колила, Колу, Кяпла, Лахева, Ланнусте, Лийвакюла, Литу, Лыбе, Метсакюла, Мяэкюла, Мягари, Нымме, Панга, Парила, Пуйату, Пуйзе, Пуску, Пыгари-Сасси, Рохенсе, Рохукюла, Румму, Сааника, Саарду, Сепакюла, Синалепа, Сууре-Ахли, Таммику, Танска, Тууру, Унесте, Ууэмыйза, Хаэска, Херьява, Хобулайу, Эммувере, Эрья, Эспре, Юссе.

## Данные Департамента статистики
Данные Департамента статистики Эстонии о муниципалитете Хаапсалу в границах административно-территориальной реформы 2017 года:

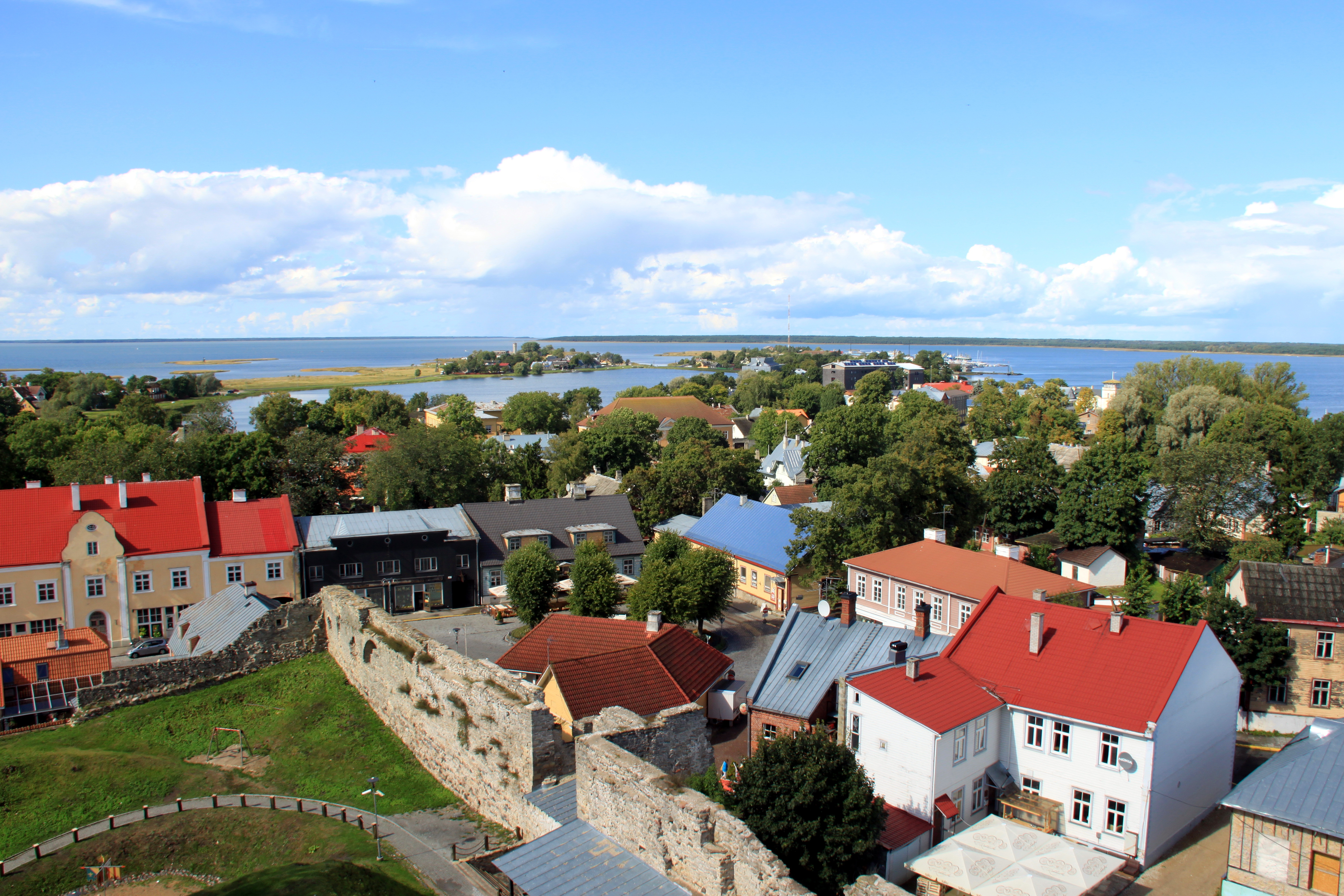
Вид на Хаапсалу из Гапсальского замка

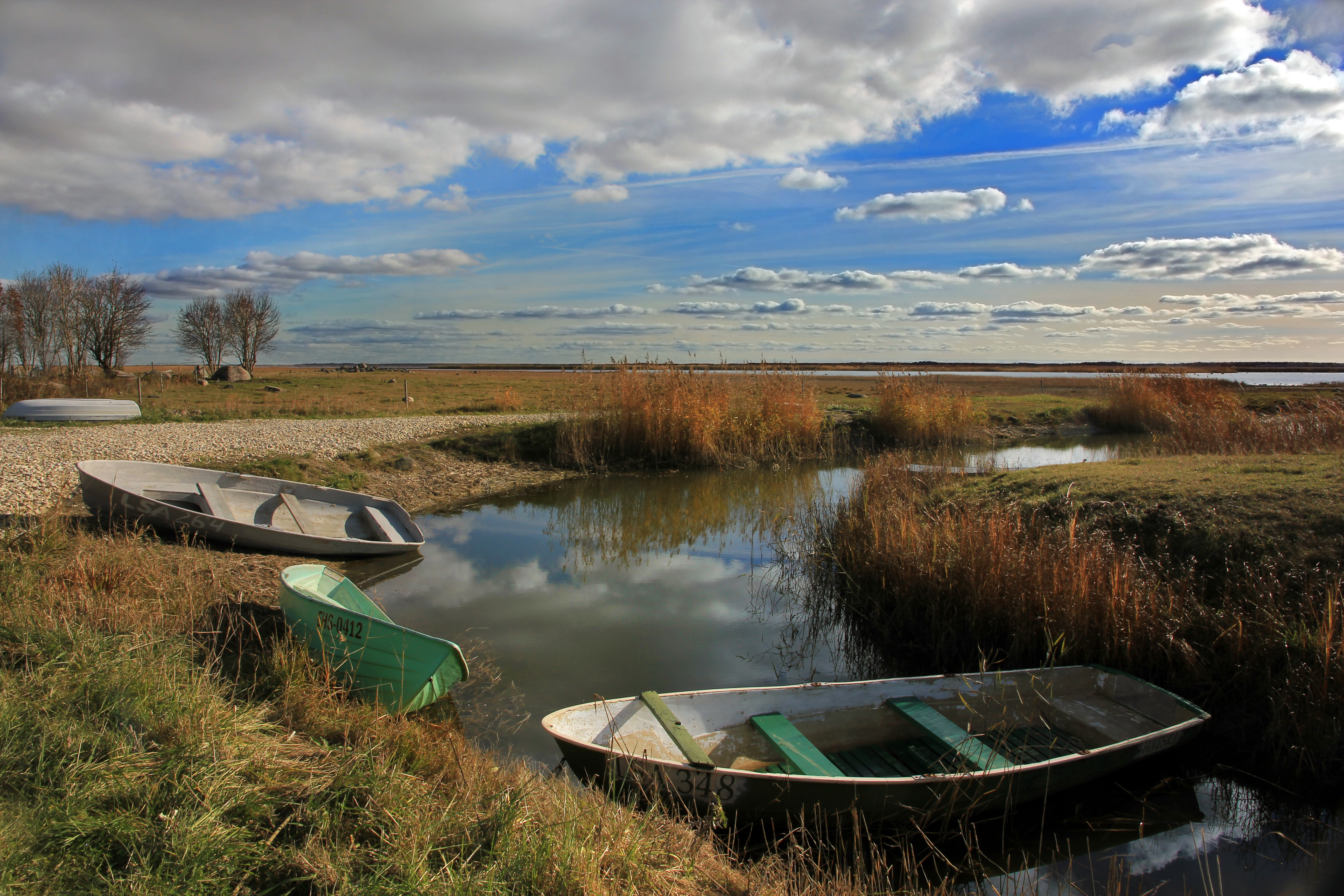
Лодочный причал в деревне Хаэска

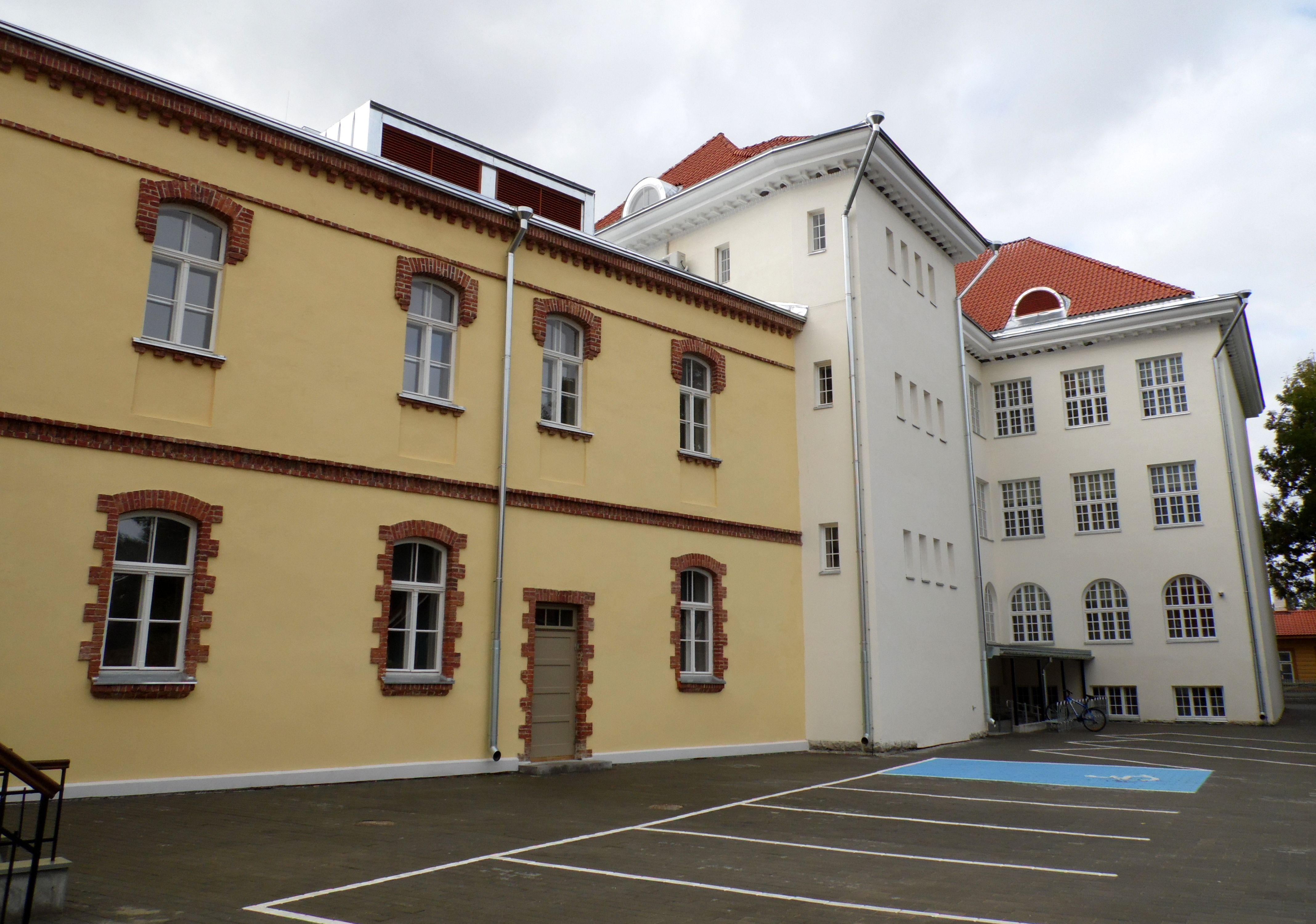
Ляэнемааская общая гимназия

Число жителей на 1 января каждого года:
| Год  | 2015   | 2016     | 2017     | 2018     | 2019     | 2020     | 2021     | 2022     | 2023     | 2024     |
| ---- | ------ | -------- | -------- | -------- | -------- | -------- | -------- | -------- | -------- | -------- |
| Чел. | 13 544 | ↘ 13 391 | ↘ 13 210 | ↘ 13 142 | ↘ 13 077 | ↘ 13 075 | ↘ 12 883 | ↗ 13 132 | ↗ 13 435 | ↘ 13 379 |

Число рождений (живорождённых):
| Год  | 2015 | 2016  | 2017  | 2018  | 2019  | 2020  | 2021  | 2022 | 2023 |
| ---- | ---- | ----- | ----- | ----- | ----- | ----- | ----- | ---- | ---- |
| Чел. | 128  | ↘ 110 | ↗ 132 | ↘ 117 | ↘ 114 | ↗ 117 | ↘ 108 | ↘ 95 | → 95 |

Число умерших:
| Год  | 2015 | 2016  | 2017  | 2018  | 2019  | 2020  | 2021  | 2022  | 2023  |
| ---- | ---- | ----- | ----- | ----- | ----- | ----- | ----- | ----- | ----- |
| Чел. | 163  | ↗ 184 | ↘ 150 | ↗ 169 | ↘ 135 | ↗ 189 | ↗ 204 | ↘ 181 | ↗ 191 |

Сальдо миграции:
| Год  | 2016 | 2017 | 2018 | 2019 |
| ---- | ---- | ---- | ---- | ---- |
| Чел. | –114 | –43  | –15  | +18  |

Зарегистрированные безработные*:
| Год  | 2016 | 2017 | 2018 | 2019 | 2020 | 2021 | 2022 | 2023 |
| ---- | ---- | ---- | ---- | ---- | ---- | ---- | ---- | ---- |
| Чел. | 348  | 317  | 322  | 299  | 334  | 522  | 402  | 515  |

*2016—2019 годы — среднегодовое число, с 2020 года — на 1 января.
Средняя брутто-зарплата:
| Год  | 2016 | 2017   | 2018   | 2019   | 2020   | 2021   | 2022   |
| ---- | ---- | ------ | ------ | ------ | ------ | ------ | ------ |
| Евро | 979  | ↗ 1045 | ↗ 1116 | ↗ 1175 | ↗ 1224 | ↗ 1293 | ↗ 1394 |

В 2019 году муниципалитет Хаапсалу занимал 43 место по величине средней брутто-зарплаты среди 79 муниципалитетов Эстонии.
Число учеников в школах:
| Год  | 2015 | 2016   | 2017   | 2018   | 2019   | 2020   | 2021   | 2022   | 2023   | 2024   |
| ---- | ---- | ------ | ------ | ------ | ------ | ------ | ------ | ------ | ------ | ------ |
| Чел. | 1544 | ↘ 1534 | ↗ 1587 | ↗ 1592 | ↘ 1567 | ↗ 1579 | ↗ 1580 | ↗ 1661 | ↘ 1585 | ↘ 1545 |

## Образование, культура, спорт и досуг
В муниципалитете работают:
- 6 детских садов (2 из них — при школах), одна начальная школа-детсад, одна начальная школа, две основных школы, Ляэнемааская общая гимназия, Хаапсалуский центр профессионального образования, художественная школа и музыкальная школа[16];
- Ляэнемааская спортшкола, Хаапсалуская парусная школа, Хаапсалуская теннисная школа, Ляэнемааский спортивный союз «Ляэнела», Хаапсалуские спортбазы, большое число различных спортклубов[17];
- Хаапсалуский молодёжный центр по интересам;
- Хапсалуский культурный центр, Ляэнемааская центральная библиотека, Целевое учреждение «Музеи Хаапсалу и Ляэнемаа», Хаапсалуский центр кружева[18];
- 34 различных общества (сельские, молодёжные, культурные, спортивные и пр.)[19].

## Экономика
По данным Департамента статистики, по состоянию на 1 июля 2018 года 61,9 % от общего числа зарегистрированных в уезде Ляэнемаа предприятий были зарегистрированы в муниципалитете Хаапсалу. Наибольшее число из них занято оптовой и розничной торговлей.
Привлекательность и известность города Хаапсалу в первую очередь связаны с репутацией туристического центра и курортного города. Услуги оздоровления и туризм — важный сектор предпринимательства как для Хаапсалу, так и для всего уезда Ляэнемаа.
Крупнейшие работодатели муниципалитета по состоянию на 30 сентября 2020 года:

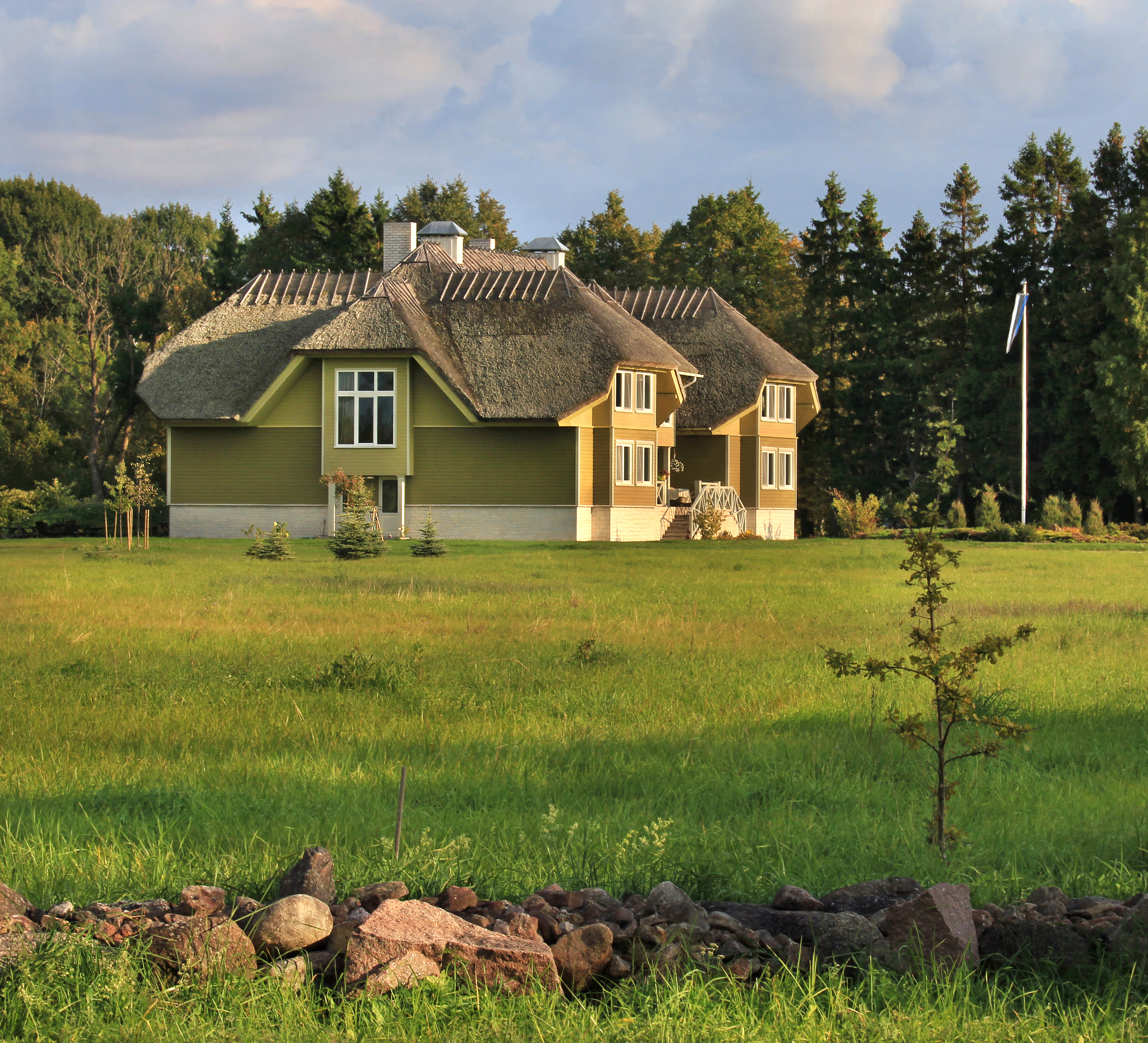
Гостевой дом Альтмыйза

| Предприятие/организация                            | Вид деятельности                                                          | Численность работников |
| -------------------------------------------------- | ------------------------------------------------------------------------- | ---------------------- |
| SA Läänemaa Haigla                                 | Больница                                                                  | 251                    |
| SA Haapsalu Neuroloogiline Rehabilitatsioonikeskus | Больница; специализированная врачебная помощь; реабилитационные услуги    | 166                    |
| AS Haapsalu Kuurort                                | Отели; санатории; рестораны; сауны, услуги парикмахерских, соляриев и пр. | 89                     |
| Navix OÜ                                           | Производство пластмассовых изделий                                        | 82                     |
| Haapsalu Linnavalitsus                             | Городская управа; орган государственного управления                       | 75                     |
| AS Heal                                            | Отели; санатории; рестораны; сауны; услуги досуга                         | 72                     |
| SA Haapsalu Hoolekandekeskus                       | Попечительское учреждение, оказывающее услугу заместительного ухода       | 55                     |

## Галерея

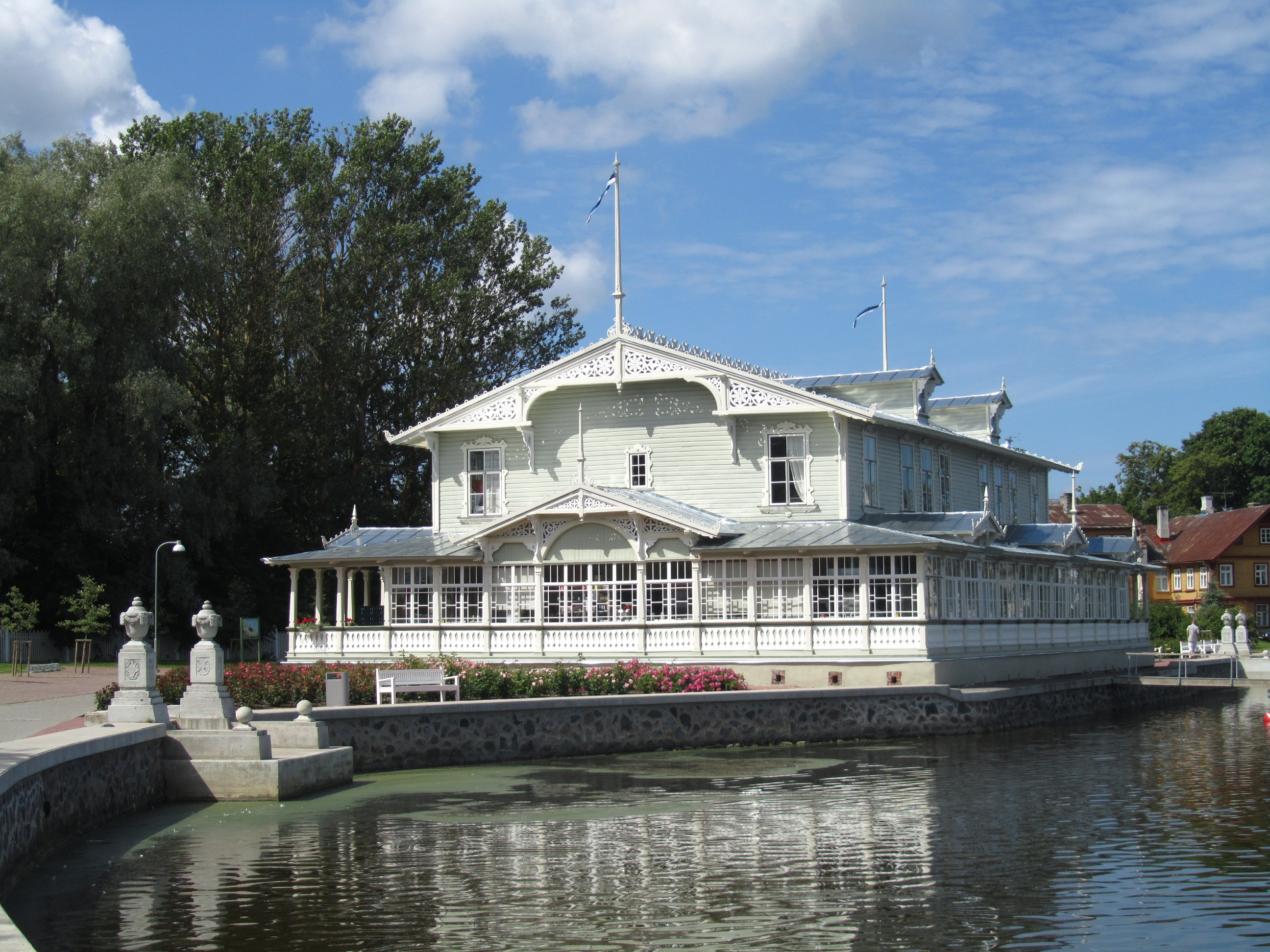
Хаапсалуский курзал
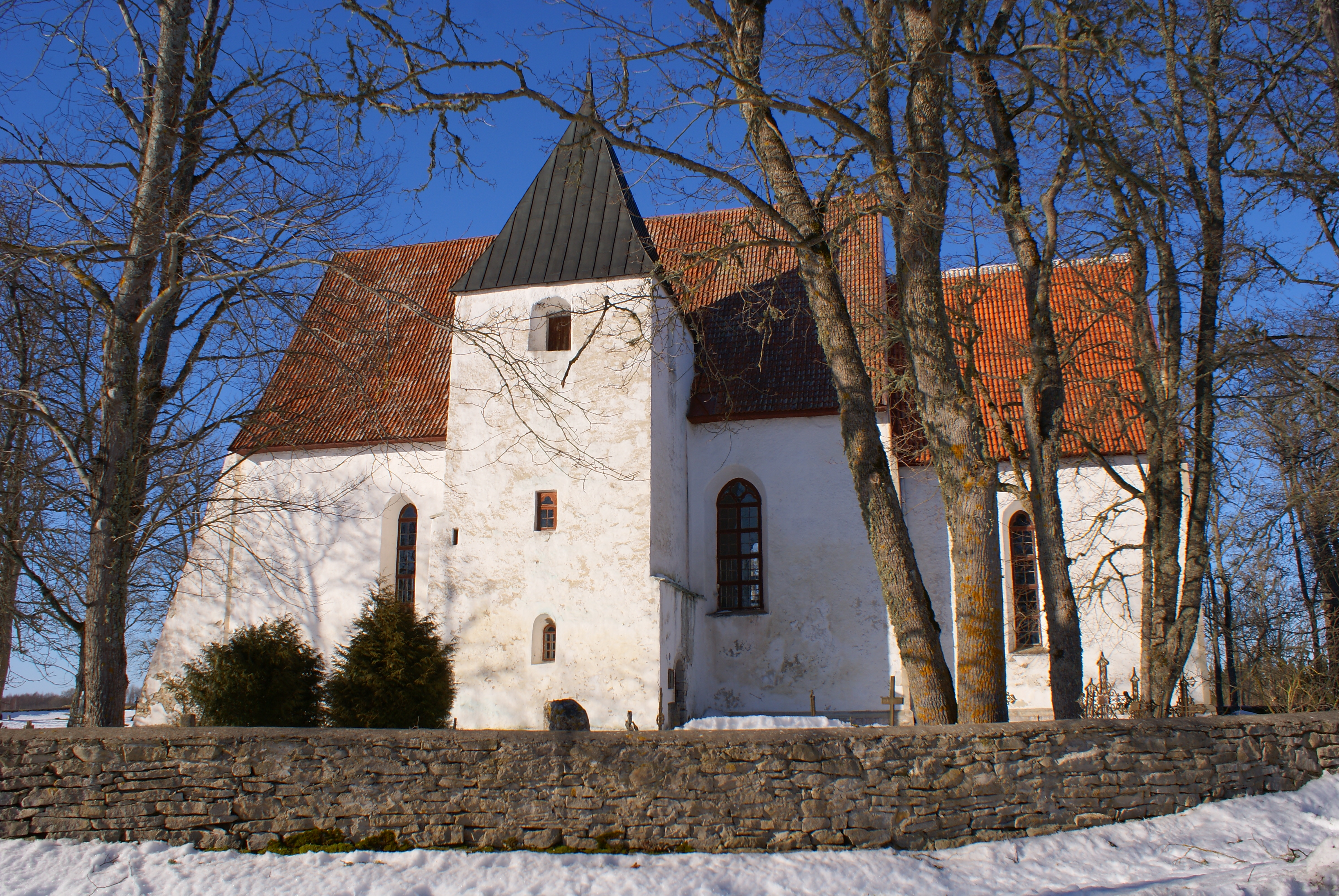
Церковь Ридала
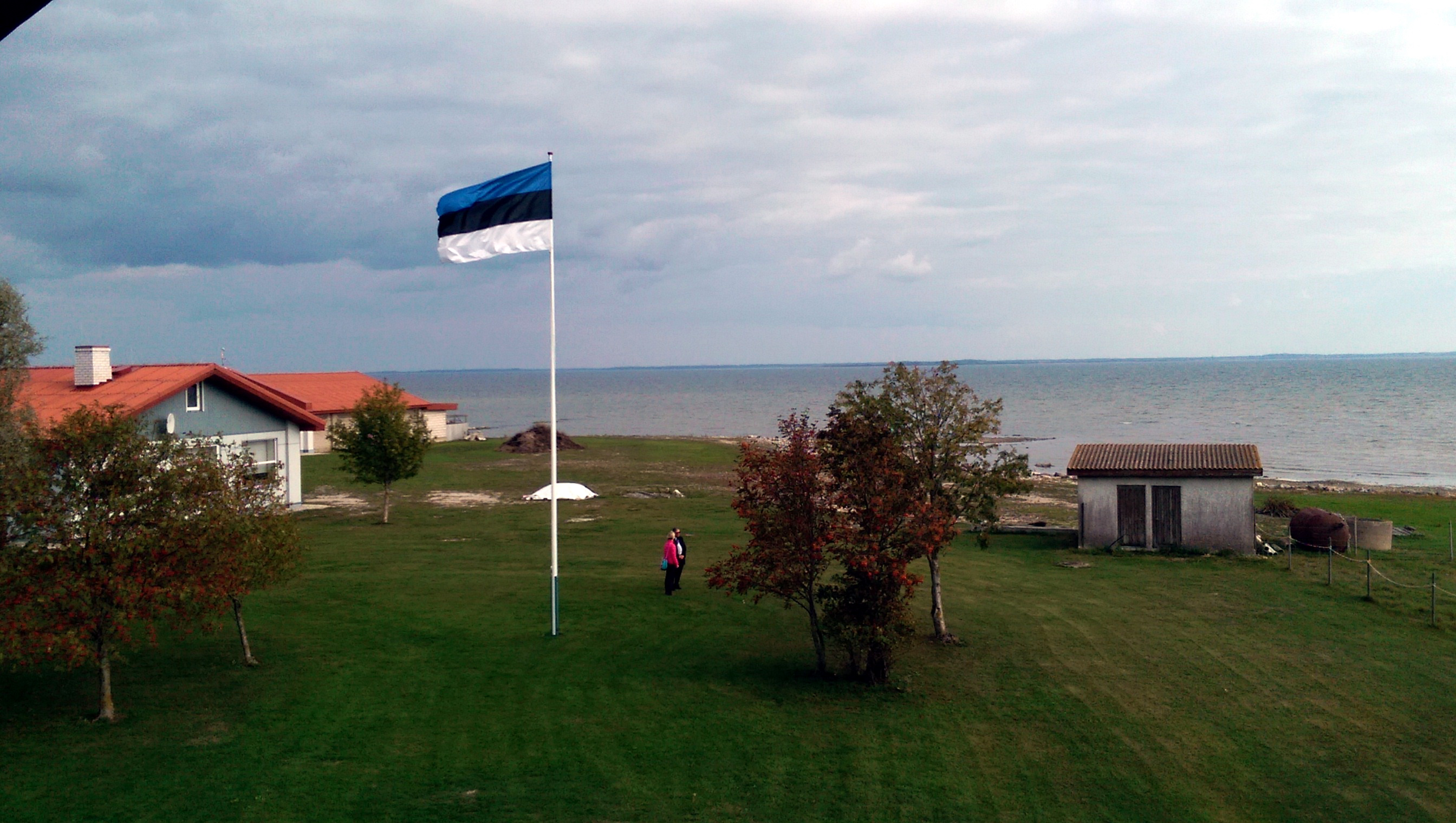
Деревня Пуйзе
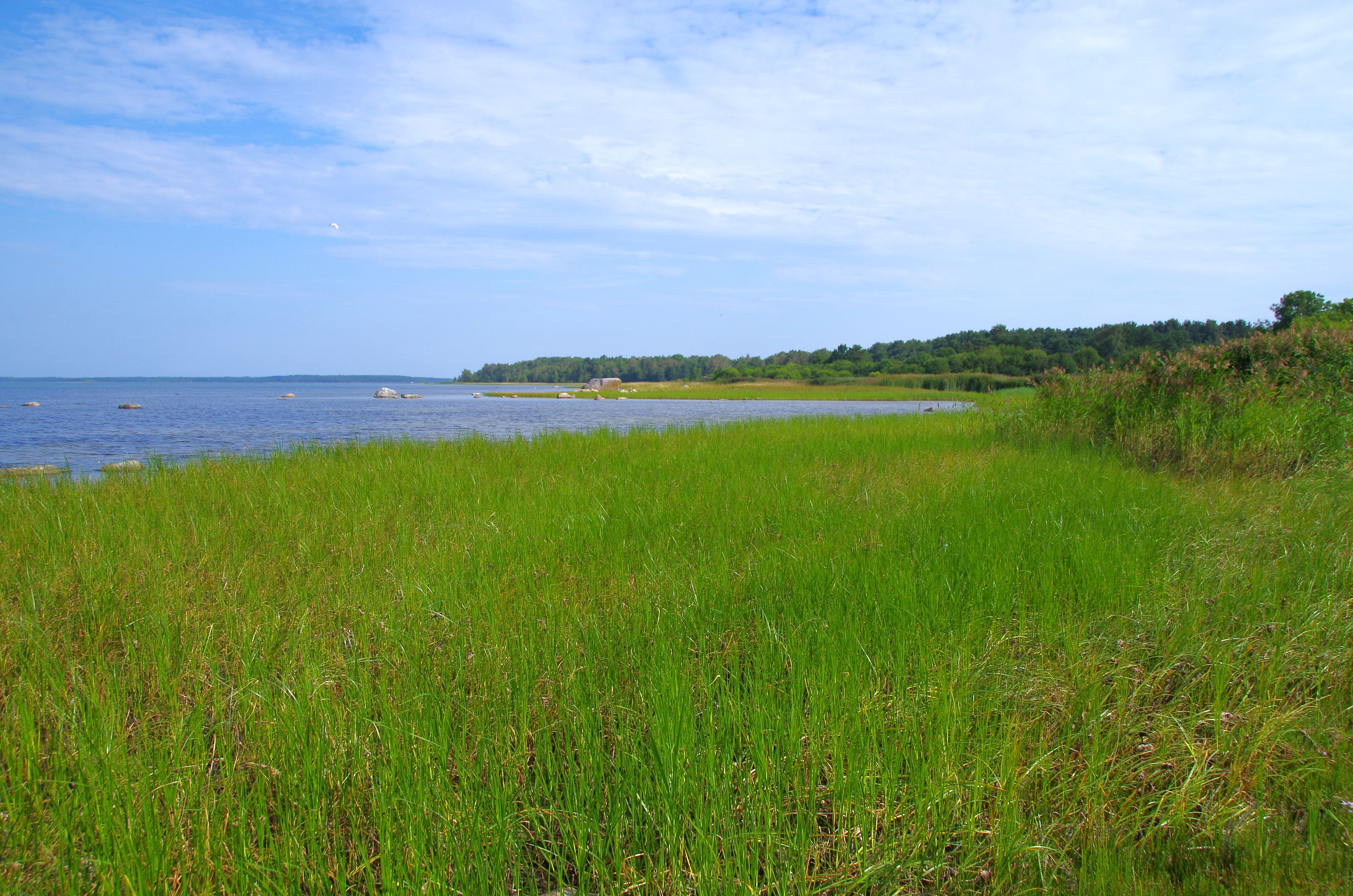
Остров Хобулайд
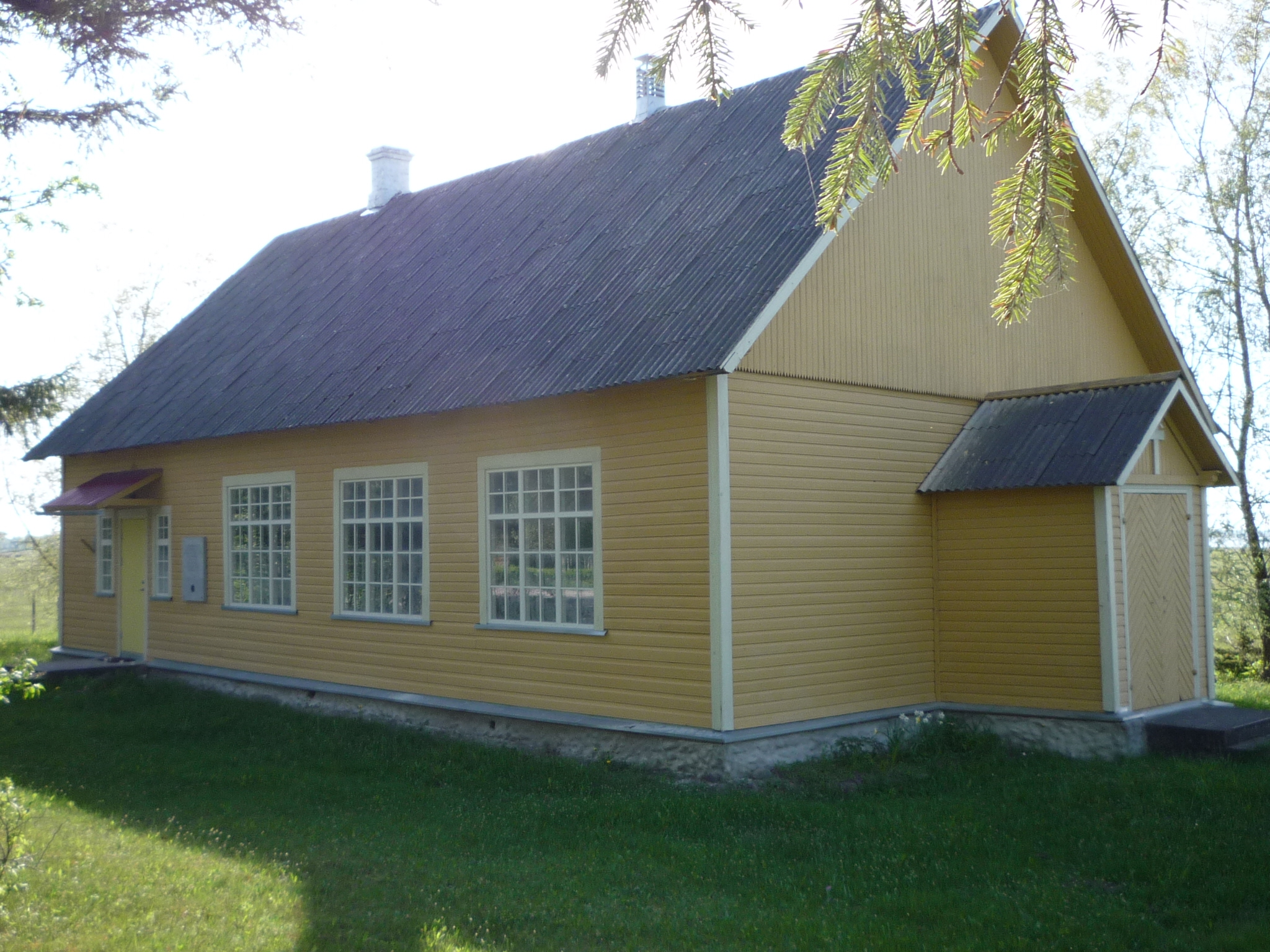
Молельный дом в деревне Пыгари-Сасси
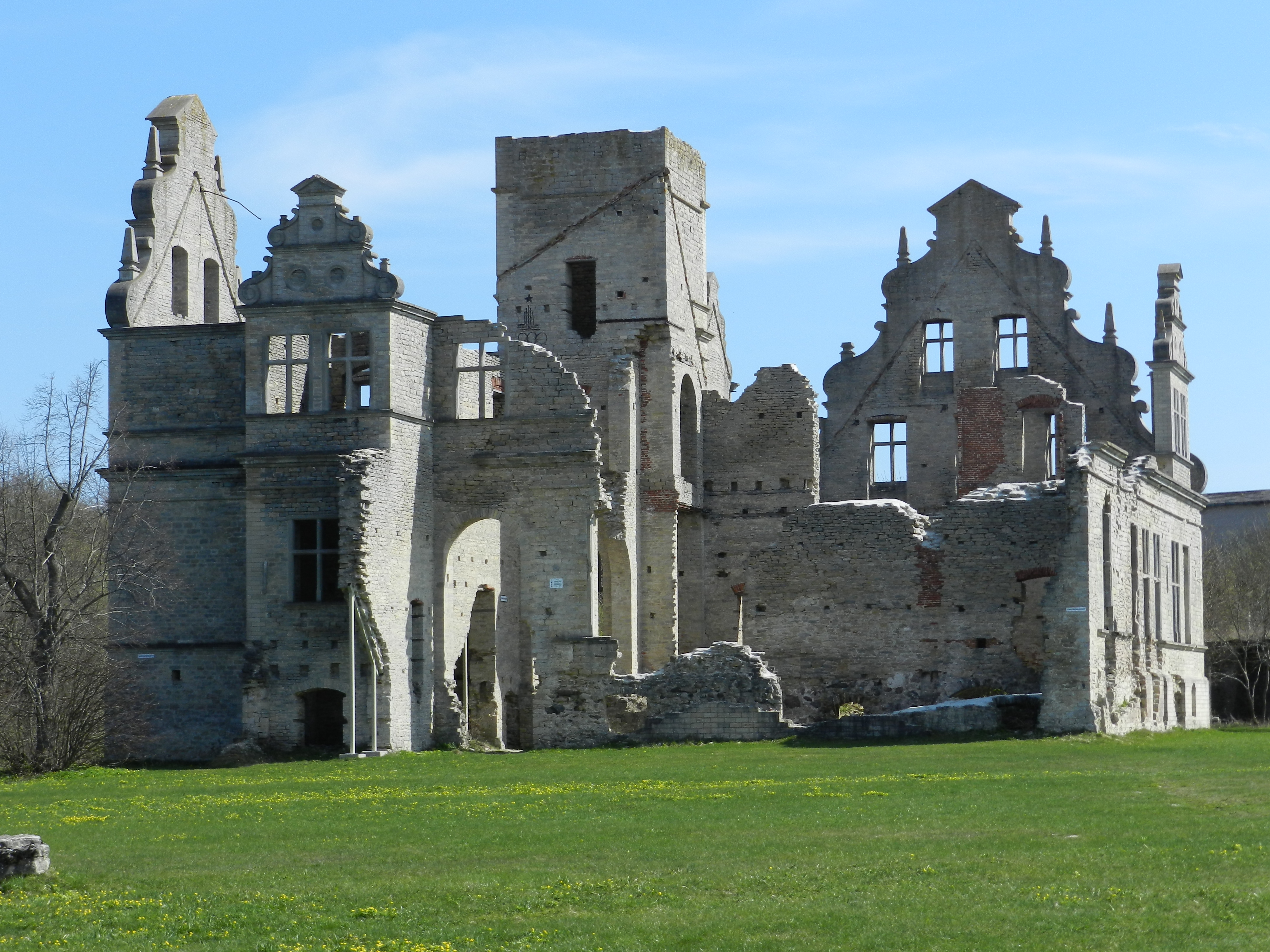
Руины замка Линден (Унгру), памятник архитектуры
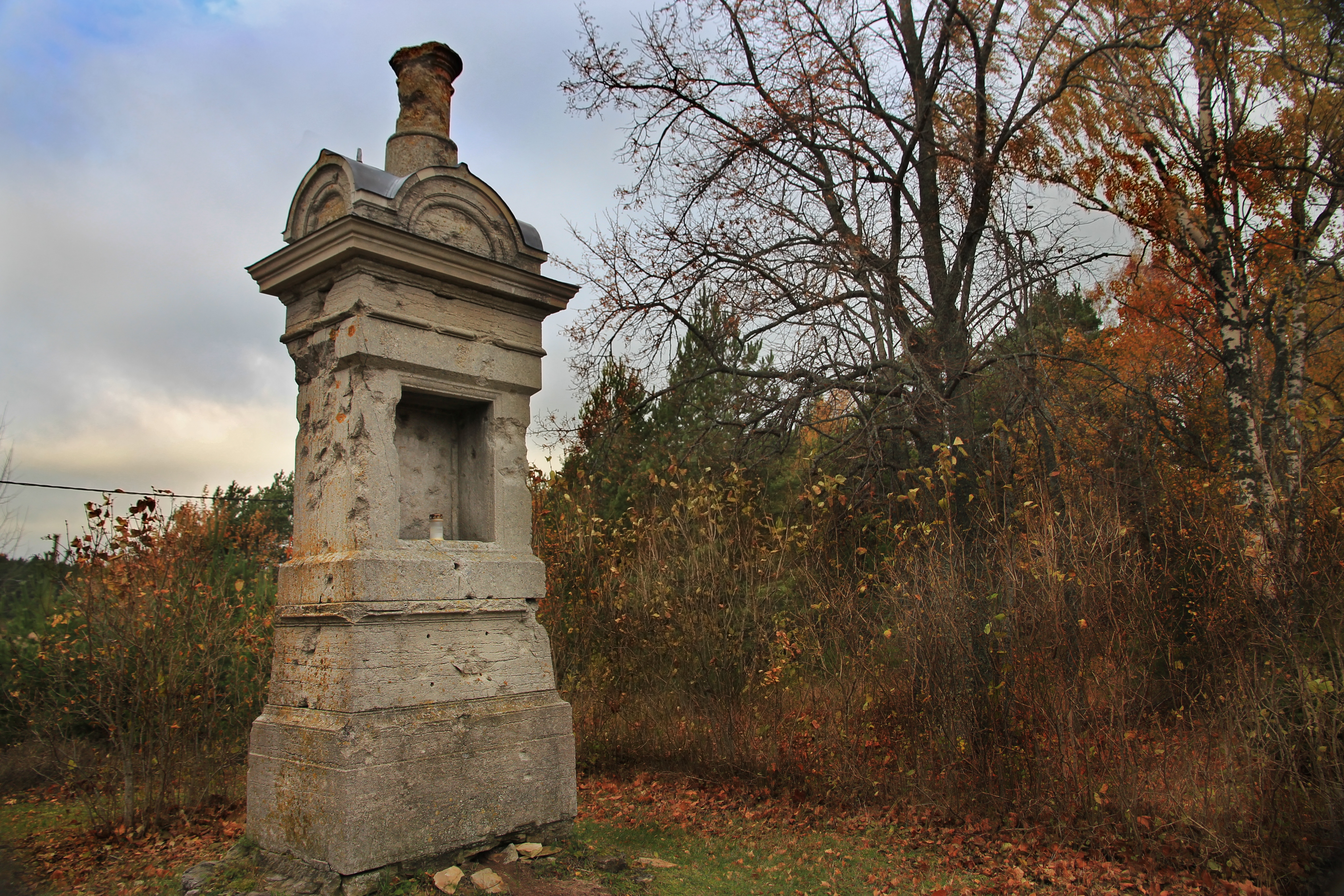
Остатки памятника Александру III
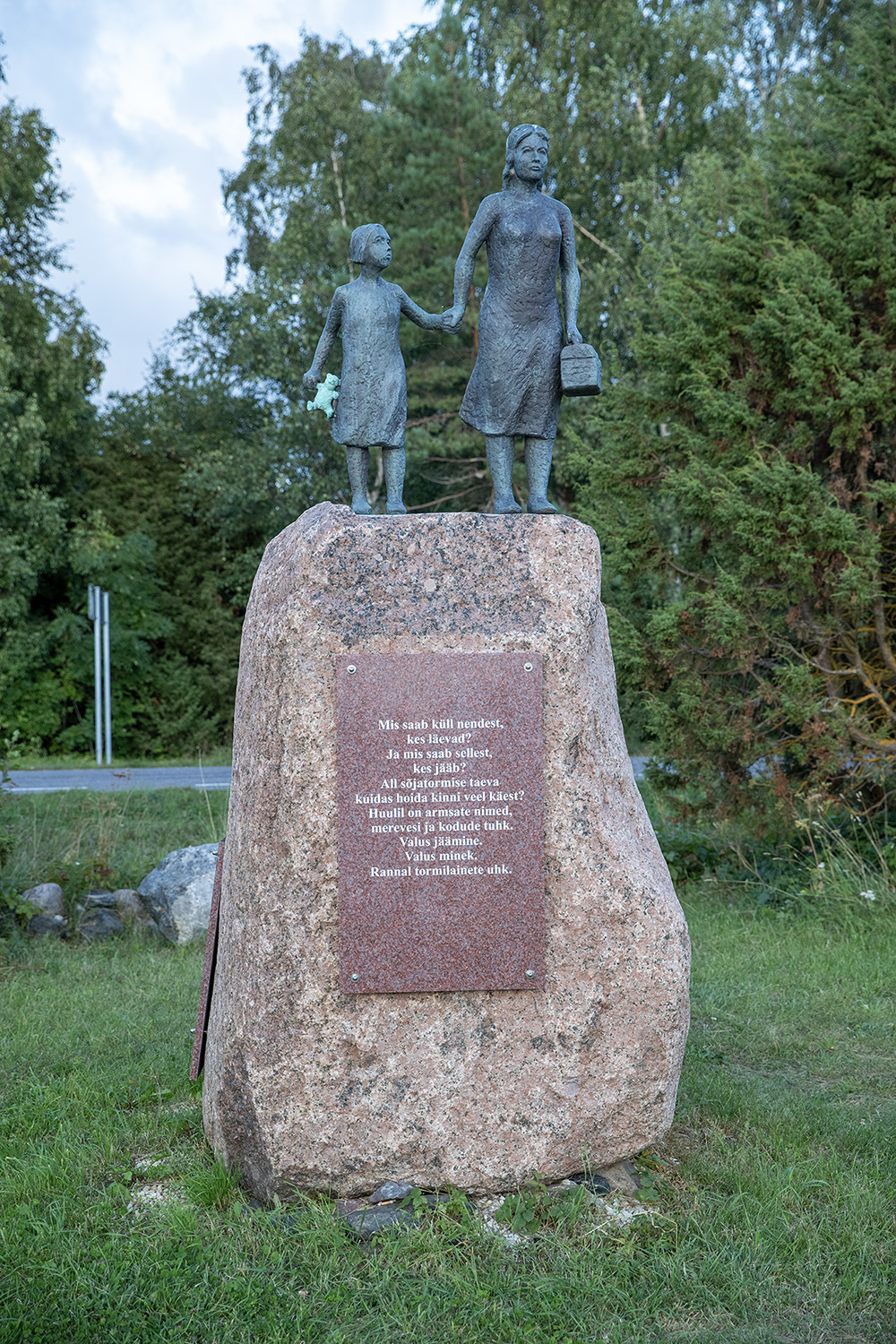
Памятник «Великому исходу из Эстонии в 1944 году»[эст.] в деревне Пуйзе